# Hatting A/S
Hatting A/S er en dansk leverandør af ornesæd og staldudstyr til landbrugsvirksomheder i indland og udland. Virksomheden har hovedkvarter ved byen Hatting, som de har navn efter. De har 7 afdelinger i Danmark med i alt ca. 230 medarbejdere. Omsætningen ligger på ca. 260 mio. kr. 1/3 af salget er staldudstyr. I Danmark har de en markedsandel for ornesæd på ca. 70 %. De samarbejder med avlsselskabet DanBred. Virksomheden er et datterselskab til Vilomix og ejes af Danish Agro, Vestjyllands Andel og Agravis.